# Jewish Renewal
Jewish Renewal (en. for "jødisk fornyelse"), også benævnt som nychasidisme, er en primært nordamerikansk jødisk religiøs bevægelse som har udspring i chasidisme, men med stærk vægt på ligestilling mellem kønnene, vægt på fredsarbejde og miljøbeskyttelse, stærke synkretistiske træk og med en forståelse af jødedommen som "en religiøs civilisation i stadig udvikling" – en forståelse, der er lånt fra rekonstruktionistisk jødedom. De vigtigste ledere i Jewish Renewal-bevægelsen er Zalman Schachter-Shalomi og Arthur Waskow.
Mere specifikt henviser begrebet "Jewish Renewal" til det som er på vej til at konsolidere sig som en selvstændig retning af jødedommen, "the Jewish Renewal movement", som beskriver sig selv som "en verdensomfattende, transdenominationel bevægelse grundlagt på jødedommens profetiske og mystiske traditioner". Den primære leder i bevægelsen er rabbiner Zalman Schachter-Shalomi. Andre centrale ledere, lærere og forfattere er, i alfabetisk rækkefølge, rabbinerne Pam Baugh, David Cooper, Elliot Ginsberg, Lynn Gottlieb, Miles Krassen, Michael Lerner, Goldie Milgram, Marcia Prager, Shohama Wiener og Arthur Waskow.
Denne Jewish Renewal-bevægelse bruger bl.a. kabbalistisk og chasidisk teori og praksis i et ikke-ortodokst, egalitært rammeværk. Bevægelsen tager venstreorienterede træk som feminisme, miljøbeskyttelse og pacifisme til sig og udvider den traditionelle jødiske gudstjeneste med ekstatiske elementer som meditation, chanting og dans. Som del af arbejdet med at udvide det jødiske ritual, låner Renewal-medlemmer frit og åbent fra buddhisme, sufisme, indianske religioner og andre religioner. Dette fænomen er kendt i religionsvidenskaben som "synkretisme". Mange jøder udenfor Renewal-bevægelsen ser derimod religiøs synkretisme som uforenelig med jødedommen.

## Historie
Jewish Renewal i sin videre betydning har sin oprindelse i de nordamerikanske modkulturelle trends omkring slutningen af 1960'erne og først i 1970'erne. På denne tid grundlagde grupper af unge rabbinere, akademikere og politiske aktivister eksperimentelle chavurot (sg. chavura, ‘kammeratskab’, ‘vennekreds’, ‘kollegium’) for bøn og studium som en reaktion imod det de opfattede som det overinstitutionaliserede og ikke-åndelige nordamerikanske jødiske etablissement.
I den første tid var hovedinspirationen de farisæiske og andre tidlige jødiske sekters pietistiske kollegier.
En anden trend i denne første tid var, at nogle af disse grupper, som f.eks. gruppen Havurat Shalom i bostonområdet, prøvede at virke som fuldgyldige landlige kollektiver efter forbillede af sekulære kollektiver. Andre oprettede kollektiv-inspirerede lokalsamfund inden for det jødiske by- og forstadsetablissement. Blandt grundlæggerne af disse chavurot kan nævnes den venstreorienterede politiske aktivist Arthur Waskow, og også Michael Strassfeld (som senere blev rabbiner for en konservativ menighed og senere igen blev ansat ved en større rekonstruktionistisk menighed). Selvom ledelsen og de rituelle privilegier i begyndelsen var udelukkende for mænd, i tråd med vanlig praksis i ortodoks jødedom, kom «den andre bølge» af amerikansk feminisme snart til at lede til fuld integrering af kvinder i disse samfund.
Med undtagelse af nogle artikler i Response og andre jødiske studenttidsskrifter, fik de tidlige chavurot ikke megen opmærksomhed i det nordamerikanske jødiske samfund. I 1973 kom så det første bind af Sharon og Michael Strassfelds bog The Jewish Catalog : a Do-It-Yourself Kit. Denne bog, der var udformet efter inspiration fra det da nyligt udgivne modkulturelle katalog Whole Earth Catalog, fungerede både som et grundlæggende referenceværk for jødedom og amerikansk jødisk liv og som et letlivet kompendium for jødisk husflid, opskrifter, meditationspraksis og idéer til politisk aktivisme – alt dette rettet mod fremmedgjorte jødiske unge voksne. The Jewish Catalog blev en af de bestsælgende bøger i amerikansk jødisk historie op til sin tid, og blev fulgt op af to nye bind. En meget mere udbredt chavurabevægelse voksede snart frem – inkluderede selvstyrede chavurot inden for reformjødiske, konservative og rekonstruktionistiske synagoger.
Omkring 1980 havde et øget antal chavurot udviklet sig væk fra den strengt traditionelle jødiske gudstjenesteform eftersom medlemmerne tilføjede engelske højtlæsninger og chanting, digte fra andre åndelige traditioner, slaginstrumenter og alt i alt et mere uformelt forhold til gudstjenesten.
Zalman Schachter-Shalomi, som på den tid boede i Winnipeg og senere flyttede til Philadelphia, Pennsylvania, er en rabbiner med uddannelse fra chasidisk jødedom. I 1960'erne brød han med ortodoks jødedom, og han og kollegaer som f.eks. Arthur Waskow grundlagde fællesskabet B’nai Or Fellowship (nu kendt under navnet ALEPH), som virkede som en løs paraplyorganisation for ligesindede chavurot. I 1979 grundlagde Waskow B’nai Or-tidsskriftet New Menorah, og det var i dette tidsskrift han lancerede begrebet ‘Jewish Renewal’.
Schachter-Shalomi var stærkt påvirket af sufisme (sufi-islam) og buddhisme, og han har til og med oversat nogle af deres bønner til hebraisk. Han har også fokuseret mere på urban bærekraftig levemåde end på landlig kultur, og han har bl.a. foreslået underjordiske forbindelser mellem kældre i forstæder som ville kunne virke som fællesrum til brug under højtider, så graden af privatliv som det verdslige liv har ført med sig kunde beholdes. Nogle af hans idéer har haft indflydelse på det sekulære fagområde urban samfundsøkonomi.
Det stærkere sammenhold og fokus som B’nai Or / ALEPH og tidsskriftet New Menorah førte med sig førte efterhånden til, at Jewish Renewal spredte sig til store dele af USA og, sidst på 1900-tallet, også til Canada, Latinamerika, Europa og Israel. På den tid var grundrammen i institutionaliseringen allerede på plads i form af det administrative Network of Jewish Renewal Communities, den internationale rabbinske fagorganisation OHaLaH og det stadig mere formaliserede ALEPH Rabbinic Program – et decentraliseret rabbinerseminar som i dag er godkendt af det nordamerikanske National Council of Seminaries, som inkluderer lederne af alle de større nordamerikanske rabbiner- og chazzan-studieinstitutioner.

## Jewish Renewal og det jødiske samfund

### Indflydelse på ikke-ortodoks jødedom
Nogen statistik over antallet af jøder, der regner sig som «Renewal» findes ikke. Alligevel er det tydeligt, at bevægelsen har haft væsentlig indflydelse på de fleste andre grene af jødedommen, særlig i USA. Den stærkeste indflydelse har fundet sted i den rekonstruktionistiske jødedom, selvom denne retning begyndte som en erklæret rationalistisk og intellektuel bevægelse. Under indflydelse fra Renewal-orienterede rabbinere og legledere har den rekonstruktionistiske bevægelse i de senere år optaget mange elementer af jødisk mystik, både i symbolbrug og praksis. Dette er særligt tydeligt i den ny serie af siddurim (bønnebøger) der kom ud i USA fra 1990'erne af.
Tegn på Renewal-indflydelse viser sig også i andre retninger af jødedom; det er f.eks. ikke usædvanligt, at reformjødiske og konservative menigheder afholder workshops i jødisk meditation og forskellige judaiserede former af yoga. Den af mange, særlig blandt ortodokse jøder, kontroversielt betragtede trend i retning af flere lederskabs- og rituelle privilegier for kvinder og homofile har meget af sin oprindelse i den venstreorienterede politiske aktivisme i de chavurot som formede kernen i Renewal-bevægelsen.

### Kritik fra andre jødiske retninger
Kritikere af Jewish Renewal-bevægelsen hævder, at bevægelsen værdsætter personlig åndelig oplevelse og subjektivt syn til skade for samfundsnormer og jødisk teksttradition. Den tidligere nævnte formalisering af ALEPH Rabbinic Program kan ses som et svar på denne kritik. Mange er også uenige med hvad de mener er et unødigt stort lån af elementer fra ikke-jødiske traditioner og religioner. Disse mener, at så store mængder af ikke-jødiske praksis og idéer er blevet lånt, at Renewal-bevægelsen er havnet helt udenfor jødedommens grænser. De holder på at akkurat som jøder ikke kan tage kristne trosprincipper og handlinger til sig og fremdeles regne sig som udøvere af jødisk religion, så kan man ikke tage buddhistiske, sufi-muslimske og polyteistiske trosprincipper og handlinger til sig og fortsat regne sig som en del af jødedommen.
Jewish Renewal-bevægelsen siger på sin side, at jødedommen i lang tid har lånt elementer udefra – f.eks. fra kanaanittisk, babylonsk, græsk og muslimsk kultur, uden at jødedommens integritet har taget skade deraf.
Andre, heraf en del medlemmer af bevægelsen, hævder, at bevægelsen har haft bedre held med at formidle enkelte ekstatiske højdepunkter under gudstjenester og åndelige «retreats» end med at fremme et dagligliv med religiøst indhold.

### Intern uenighed
Inden for Renewal-bevægelsen har det vist sig en del uenighed mellem de, der foretrækker at fokusere på en venstreorienteret politisk aktivisme i forbindelse med amerikanske, mellemøst- og globale spørgsmål på den ene side, og de, der foretrækker at lægge hovedvægten på meditation, tekststudier og gudstjeneste på den anden side. Disse modsætninger, sammen med de udfordringer der ligger i rekruttering og uddannelse af fremtidige ledere, er de hovedudfordringer, Jewish Renewal står overfor som organisation i begyndelsen af 2000-tallet.